# Aeroportul Internațional Québec City Jean Lesage
Aeroportul Internațional Québec City Jean Lesage (în franceză Aéroport international Jean-Lesage de Québec) (IATA: YQB, ICAO: CYQB) este un aeroport din Sainte-Foy–Sillery–Cap-Rouge⁠(d), Québec, Québec⁠(d), Capitale-Nationale⁠(d), Provincia Québec, Canada ce deservește zona Québec. Aeroportul a fost tranzitat în 2022 de 1.174.321 de pasageri. A fost deschis în 11 septembrie 1941 și numit după Jean Lesage⁠(d).
Situat la o altitudine de 744 m, aeroportul dispune de 2 piste.

## Infrastructură

### Piste
Aeroportul dispune de 2 piste. Pista 06/24 are suprafața de asfalt și dimensiunile 2.743 m × 150 picioare. Pista 11/29 are suprafața de asfalt și dimensiunile 1.737 m × 150 picioare. 